# OpenNN
OpenNN (Open Neural Networks Library) — библиотека программного обеспечения, написанная на языке программирования C++, которая реализует нейронные сети, основная область исследований в области глубокого обучения. Библиотека с открытым исходным кодом лицензируется в соответствии с GNU Lesser General Public License.

## Характеристики
Программное обеспечение реализует любое количество уровней нелинейных блоков обработки для контролируемого обучения, позволяя проектировать нейронные сети с универсальными свойствами аппроксимации. Кроме того, обеспечивается многопроцессорное программирование с помощью OpenMP, таким образом повышая производительность компьютера.
OpenNN содержит алгоритмы интеллектуального анализа данных в виде набора функций. Они могут быть встроены в другие программные средства с помощью интерфейса прикладного программирования. В связи с этим отсутствует графический интерфейс пользователя, однако некоторые функции могут поддерживаться инструментами визуализации.

## История
Разработка открытой библиотеки нейронных сетей началась в 2003 году в Международном центре вычислительных методов в машиностроении (CIMNE) в рамках исследовательского проекта и имела название FLOOD, что в переводе означает наводнение. В настоящее время разработками занимается компания Artelnics, специализирующаяся на искусственном интеллекте.